# Азартні ігри в Ірландії
Азартні ігри в Ірландії дозволені й охоплюють різні види розваг.
В Ірландії дозволено проведення таких видів азартних ігор:
- Кінні та собачі перегони
- Спортивні ставки
- Ірландська національна лотерея
- Приватні гральні клуби (неформальні казино)
- Інтернет-казино

## Історія
Культура азартних ігор в Ірландії має давнє коріння. Історики вважають, що кубики та намистини зі скла та кісток, знайдені в древніх історичних місцях острова могли бути використані для азартних ігор. Остаточно в країні ввели цю культуру британці, що завоювали острів у XVII столітті.
Спочатку великої популярності набули кінні перегони, згодом популярними стали блекджек і рулетка. Ірландія не мала жодних нормативних актів, що регулювали би гральний бізнес, принаймні до XX століття.
Перші закони про азартні ігри було прийнято незабаром після проголошення незалежності Ірландської республіки, першим таким документам став Закон про ставки, виданий 1926 року. Закон про сумарний перелік ігор було видано 1929 року, після чого в 1930-х роках було внесено зміни до Закону про ставки. 1956 року було прийнято Закон про ігри та лотереї. Разом із Законом про ставки, він запровадив основні правила щодо всіх форм азартних ігор в Ірландії. Згідно цього закону, казино в Ірландії є незаконними.
У 1970-х та 1991 року було прийнято Фінансовий закон, який регулював діяльність гральних автоматів. У 1980-х було створено Національну лотерею для фінансування соціальних послуг.
На відміну від Британії, в Ірландії немає наземних казино. Але подібні заклади працюють, завдяки особливості закону. Приватні клуби можуть надавати гравцям торгові автомати та столи для ігор. В країні діють 12 приватних гральних клубів, фактично — невеликих казино, що мають покер-руми, столи для рулетки та блек-джека та ігрові автомати. Різниця зі звичними казино полягає в тому, що всі відвідувачі мають стати членами клубу. Членство є безкоштовним і формальним. Сім казино розташовано в Дубліні, інші працюють в містах Лімерик, Дандолк та Корк. Вхід доступний лише для гравців старше 18 років.

## Кінні перегони
Ставки на перегони є одним із найбільших джерел доходу для ірландської азартної індустрії. Гравці можуть робити ставки на спортивні події та перегони через різні канали. До 2015 року місця для ставок обмежувались ліцензованими спортивними букмекерами та іподромами, але після прийняття Поправки до Закону про ставки, що легалізувала онлайнові спортивні ставки, така можливість з'явилась в онлайні.

## Лотерея
В Ірландії діють три типи лотерейних ігор: Lotto, EuroMillions, Daily Million, всі вони проводяться Ірландською національною лотереєю з 1987 року. Також продаються скретч-картки, діють телевізійні ігри в бінго, організовані Національною лотереєю. 2013 року Закон про лотерею було змінено, що дозволило приватним власникам володіти національною лотереєю.
2020 року набрали чинності зміни до Закону про ігри, лотереї та рулетки, що полегшили подачу заявок для отримання ліцензій і покращили захист гравців від лудоманії та осіб, що не досягли повноліття. Більша частина виручки від лотереї буде направлятися на благодійні цілі.

## Онлайн-казино
Онлайн-казино в Ірландії є легальними, в них можна грати, зокрема, в блекджек, покер, рулетку та баккару. Ірландське законодавство вимагає місцевих та іноземних операторів отримувати ліцензії.